# NGC 3317
NGC 3317 је тројна звезда у сазвежђу Хидра која се налази на NGC листи објеката дубоког неба.
Деклинација објекта је - 27° 31' 9" а ректасцензија 10h 37m 43,1s. Привидна величина (магнитуда) објекта NGC 3317 износи 15,2. NGC 3317 је још познат и под ознакама ESO 501-**55.